# Тегернзе
Тегернзе (нім. Tegernsee) — озеро, в Німеччині, в Баварії, в передгірї Альп. На березі озера знаходяться міста Тегернзе, Бад-Вісзе, Гмунд. Озеро виникло близько 18 000 років тому в результаті сходу льодовика. Озеро і його околиці є відомим курортом.